# Linichthys laticeps
Linichthys laticeps es una especie de peces de la familia de los
Cyprinidae en el orden de los Cypriniformes.

## Morfología
Los machos pueden alcanzar los 11 cm de longitud total.
- Número de  vértebras: 39-40.[1][2]

## Hábitat
Es un pez de agua dulce y de clima subtropical.

## Distribución geográfica
Se encuentran en Asia: Guizhou (la China ).